# Syzygium emirnense
Syzygium emirnense är en myrtenväxtart som först beskrevs av John Gilbert Baker, och fick sitt nu gällande namn av Jean-Noël Labat och George E. Schatz. Syzygium emirnense ingår i släktet Syzygium och familjen myrtenväxter.
Artens utbredningsområde är Madagaskar. Inga underarter finns listade i Catalogue of Life.